# 小行星7504
小行星7504（英語：7504 Kawakita）是一颗围绕太阳公转的小行星。1997年1月2日，小林隆男在大泉町发现了此天体。
这颗小行星的绝对星等为81.40349等。